# Duet (Software)
Duet war ein Softwareprodukt, welches aus der Zusammenarbeit von SAP und Microsoft unter dem Projektnamen „Mendocino“ entstand. Die Software stellte eine Schnittstelle zwischen mySAP ERP 2004 (oder höher) und Microsoft Office 2003 (oder höher) mit Active Directory 2000 her.
Im Jahr 2011 hatten die beiden Hersteller dann angekündigt, mit einer neuen Version, genannt Duet Enterprise an den Start zu gehen
Mittlerweile ist aber selbst die Internet Domain duet.com verwaist, und auf die Seite der SAP umgeleitet, was nahelegt, dass das Projekt nicht mehr verfolgt wird.

## Zielsetzung
Mittels dieser Schnittstelle sollte Endanwendern, welche MS-Office nutzen und mit der Bedienung von SAP nicht vertraut sind, die Nutzung wesentlicher Elemente des SAP-Systems ermöglicht werden. Für viele Firmen, die auf SAP umgestellt, das System aber nicht durchgehend eingeführt haben, könne daher eine spezielle und teure Umschulung aller Mitarbeiter auf das komplexe SAP-System entfallen.

## Funktionsbereiche
Folgende Bereiche wurden mittels Duet für die Anwender beider Systemwelten leichter und flexibler zugänglich gemacht:
- Zeitmanagement: Über den Outlook-Kalender können Arbeitszeiten im SAP-System direkt erfasst werden. Damit sparen die Mitarbeiter Zeit bei der Erfassung ihrer Arbeitszeiten unter Einhaltung der vom SAP-System geforderten Vorgaben.
- Budgetkontrolle: Anwender können Berichte aus der SAP-Software im Outlook Posteingang empfangen und mit Hilfe von Warnmeldungen Budgets im SAP-System kontrollieren.
- Abwesenheitsmitteilungen und Urlaubsverwaltung: Abwesenheitsmitteilungen und Urlaubsanträge können als Kalendereinträge eingefügt werden, die in Genehmigungsrichtlinien des SAP-Systems und in unternehmensinterne Prozesse integriert sind.
- Organisationsmanagement: Es können auch aktuelle Informationen zu Mitarbeitern und Unternehmensstrukturen abgerufen werden, die aus der SAP-Software in den Bereich der Outlook-Kontakte sowie in Dokumente von Microsoft Office Professional 2003 eingebunden sind. Mit Hilfe von Microsoft-Office-InfoPath-Formularen können Anwender auch Personaländerungen in SAP-Personalsysteme eingeben.